# Johann Michael Bach I
Johann Michael Bach (Arnstadt, 1648. augusztus 9. – Gehren, 1694. május 17.), német zeneszerző, Heinrich Bach fia.
1665-től Arnstadtban volt udvari kántor, majd 1673-tól Gehrenben városi orgonista, mellette városi írnokként és hangszerkészítőként is dolgozott. Lánya Johann Sebastian Bach első felesége lett.
J. M. Bachtól orgonakorálok, kantáták és motetták, valamint orgonára illetve csembalóra írt művek maradtak fenn.